# 奧科皮山
48°30′27.3″N 24°10′46.5″E / 48.507583°N 24.179583°E
奧科皮山（烏克蘭語：Окопи）是烏克蘭的山峰，位於該國西部，處於伊萬諾-弗蘭科夫斯克州，屬於烏克蘭喀爾巴阡山脈中戈爾加內山脈的一部分，海拔高度1,244米。奧科皮山以北是博亞林山，南面則是維斯特里察-納德維爾尼揚斯卡河。